# Valentin Jurcă
Valentin Jurcă (n. 20 decembrie 1946, Abrud, România) este un fost atlet român, specializat în decatlon și săritură în lungime.

## Carieră
Sportivul s-a născut în Abrud pe 20 decembrie 1946. A fost legimitat la Universitatea Cluj și la Steaua și pregătit de Ion Arnăutu. Mai întâi s-a remarcat la decatlon și a participat la Jocurile Balcanice din 1969. În 1970 a câștigat titlul național la săritură în lungime.
În 1971 el a obținut locul IV la Campionatul European în sală de la Sofia în urma compatriotului Vasile Sărucan. În același an a participat la Campionatul European, care a avut loc la Helsinki, dar nu a reușit să se califice în finală. La Campionatul European în sală din 1972 s-a clasat pe locul 10.

## Palmares
| An   | Competiție                   | Locație            | Loc | Eveniment | Note   |
| ---- | ---------------------------- | ------------------ | --- | --------- | ------ |
| 1971 | Campionatul European în sală | Sofia, Bulgaria    | 4   | lungime   | 7,72 m |
| 1971 | Campionatul European         | Helsinki, Finlanda | 22  | lungime   | 7,50 m |
| 1972 | Campionatul European în sală | Grenoble, Franța   | 10  | lungime   | 7,61 m |